# Pahar, Nikopol
Pahar (în ucraineană Пахар) este un sat în comuna Krînîciuvate din raionul Nikopol, regiunea Dnipropetrovsk, Ucraina.

## Demografie
Componența lingvistică a localității Pahar
     Ucraineană (83,33%)
     Rusă (16,67%)
Conform recensământului din 2001, majoritatea populației localității Pahar era vorbitoare de ucraineană (83,33%), existând în minoritate și vorbitori de rusă (16,67%).